# Diksza
Diksza (dewanagari दीक्षा) – akt inicjacji w tradycjach hinduistycznych równoważny znaczeniowo nowym narodzinom, indywidualny sakrament. Już w czasach wedyjskich miał na celu uśmiercenie nieuświęconej egzystencji dla osiągnięcia egzystencji wyższego stopnia. Również późniejsze brahmany (np. Aitareja 1.3.1 i 1.2.1–20, Śatapatha 3.2.1.11) określają dikszę, jako obrzęd o znaczeniu embriologicznym i położniczym.
Przekazu tego inicjacyjnego wtajemniczenia religijnego dokonuje mistrz (guru, bramin), a odbiorcą jest uczeń (śiszja).

## Źródłosłów
Termin diksza wywodzony jest z połączenia dwóch rdzeni:
- dā – dawać
- kṣi – niszczyć, usuwać.

## Rodzaje
- ceremonia przygotowawcza w wielu rytuałach wedyjskich
- inicjacja przyłączająca do danej wspólnoty religijnej (sangha) lub tradycji (sampradaja)
- mantradiksza – inicjacja do praktyki konkretnej mantry.
  - rodzajem mantradikszy jest diksza gurumantry. Guru podczas takiej ceremonii dikszy przekazuje uczniowi gurumantrę. Mantra od guru i guru to jedno – naucza Swami Muktananda Paramahansa. Guru pod postacią tej mantry wstępuje w ucznia[5] a energia wewnętrzna (śakti) guru przenika w ucznia[6]
- śaktipatadiksza (trl. śaktipātadīkṣā) - inicjacja za pomocą śaktipatu[7].